# Volcanalia sulphurata
Volcanalia sulphurata är en insektsart som beskrevs av Singh-pruthi 1925. Volcanalia sulphurata ingår i släktet Volcanalia och familjen kilstritar. Inga underarter finns listade i Catalogue of Life.